# Метингау
Метингау (на немски: Methingau; на латински: pagus Methinse, Methingouwe, pays de Matois) е средновековно франкско гауграфство в Белгия, Франция и Люксембург, между Лонгви и Брие.

## Гауграфове в Метингау
- Гозело († 942), граф в Бидгау и Метингау (Вигерихиди), женен за Ода от Мец († 963)
- Готфрид I Пленник († 996), син на Гозело, от 959 г. граф в Бидгау, от 960 г. граф в Метингау, от 963 г. граф на Вердюн, от 974 г. граф на Хенегау и Монс и от 969 г. маркграф на Антверпен и Енаме (Вигерихиди)
- Адалберон Реймски († 989), син на Гозело и брат на Готфрид, е архиепископ на Реймс и господар в Метингау (Вигерихиди).